# De Bos
De Bos, artiestennaam van André van den Bosch, is een house-artiest uit Nederland.

## Carrière
De Bos nam in 1997 het nummer On the Run op, dat de hitlijsten in Nederland, Duitsland en Vlaanderen bereikte. De opvolger van dit nummer was Chase. In 2009 nam hij On the Run opnieuw op.

## Discografie
| Single met eventuele hitnotering(en) in de Nederlandse Top 40 | Datum van verschijnen | Datum van binnenkomst | Hoogste positie | Aantal weken | Opmerkingen             |
| ------------------------------------------------------------- | --------------------- | --------------------- | --------------- | ------------ | ----------------------- |
| On the Run                                                    | 1997                  | 23-08-1997            | 7               | 9            | Dancesmash op Radio 538 |
| Chase                                                         | 1998                  |                       | tip7            |              | Dancesmash op Radio 538 |
| On the Run 2009                                               | 2009                  |                       |                 |              |                         |

| Single met hitnotering(en) in de Vlaamse Ultratop 50 | Datum van verschijnen | Datum van binnenkomst | Hoogste positie | Aantal weken | Opmerkingen |
| ---------------------------------------------------- | --------------------- | --------------------- | --------------- | ------------ | ----------- |
| On the Run                                           | 1997                  | 11-10-1997            | 28              | 9            |             |